# Велферсхаузен
Велферсхаузен (њем. Wölfershausen) општина је у њемачкој савезној држави Тирингија. Једно је од 65 општинских средишта округа Шмалкалден-Мајнинген. Према процјени из 2010. у општини је живјело 379 становника. Посједује регионалну шифру (AGS) 16066088.

## Географски и демографски подаци
Велферсхаузен се налази у савезној држави Тирингија у округу Шмалкалден-Мајнинген. Општина се налази на надморској висини од 334 метра. Површина општине износи 4,4 km². У самом мјесту је, према процјени из 2010. године, живјело 379 становника. Просјечна густина становништва износи 87 становника/km².

## Међународна сарадња
| Мјесто    | Држава    | Врста сарадње | Од    |
| --------- | --------- | ------------- | ----- |
|           | Француска | контакт       | 2005. |
| Трисоно   | Италија   | контакт       | 1990. |
| Боа Колон | Француска | контакт       | 1990. |
| Извор     |           |               |       |